# بروس صافاریان
بروس صافاریان ( انگلیسی: Bruce Sarafian؛ زادهٔ ۱۷ اوت ۱۹۶۶) ژانگولرباز و یک‌چرخه سوار ارمنی‌تبار اهل ایالات متحده آمریکا است.

## زندگی‌نامه
وی در ۱۷ اوت ۱۹۶۶ در فلوریدا به دنیا آمد 